# 仙台市立将監東中学校
仙台市立将監東中学校（せんだいしりつ しょうげんひがしちゅうがっこう）は、宮城県仙台市泉区将監三丁目にある公立中学校。通称は「東中(とんちゅう)」

## 沿革
- 1981年（昭和56年）4月1日 - 泉市立将監中学校より分離し、泉市立将監東中学校が開校。
- 1988年（昭和56年）3月1日 - 泉市の仙台市への編入合併にともない、仙台市立将監東中学校に名称を変更。

## 学区
仙台市立将監小学校・同市立泉ヶ丘小学校の校区と明石南地区(同市立向陽台小学校の学区の一部)。

## 部活動
- 運動部
  - 野球、サッカー、男子バスケット、女子バスケット、女子バレーボール、女子ソフトテニス、女子バドミントン、男子卓球、剣道、柔道、水泳、新体操、スケート、あすか卓球
- 文化部      
  - 吹奏楽、総合文化(美術、家庭)

## 交通アクセス
- 仙台市地下鉄南北線 泉中央駅下車

## 卒業生
加藤嵩都-プロバスケットボール選手(さいたまブロンコス)、2015年3月卒業